# Anapis keyserlingi
Anapis keyserlingi är en spindelart som beskrevs av Willis J. Gertsch 1941. Anapis keyserlingi ingår i släktet Anapis och familjen Anapidae.
Artens utbredningsområde är Panama. Inga underarter finns listade i Catalogue of Life.